# Pycnomerinx rhodesii
Pycnomerinx rhodesii är en tvåvingeart som först beskrevs av Ricardo 1925.  Pycnomerinx rhodesii ingår i släktet Pycnomerinx och familjen rovflugor.
Artens utbredningsområde är Zimbabwe. Inga underarter finns listade i Catalogue of Life.